# Conostephium uncinatum
Conostephium uncinatum là một loài thực vật có hoa trong họ Thạch nam. Loài này được Moezel mô tả khoa học đầu tiên năm 1987.